# Kanton Sipe Sipe
Der Kanton Sipe Sipe ist ein Gemeindebezirk im Departamento Cochabamba im südamerikanischen Anden-Staat Bolivien.

## Lage im Nahraum
Der Cantón Sipe Sipe ist einer von drei Kantonen in dem Landkreis (bolivianisch: Municipio) Sipe Sipe in der Provinz Quillacollo. Der Kanton liegt im westlichen Teil Boliviens, er grenzt im Nordwesten an die Provinz Ayopaya, im Westen an die Provinz Tapacarí, im Süden an den Kanton Itipaya, im Südosten an die Provinz Capinota, im Osten an die Cercado, das Municipio Quillacollo und den Kanton Mallco Rancho, und im Nordosten an das Municipio Vinto.
Der Kanton erstreckt sich zwischen etwa 17° 13' und 17° 30' südlicher Breite und 66° 18' und 66° 43' westlicher Länge, er misst von Norden nach Süden und von Westen nach Osten jeweils bis zu 25 Kilometer. In dem Kanton gibt es 49 Gemeinden, zentraler Ort ist die Ortschaft Sipe Sipe im südöstlichen Teil des Kantons mit 11.826 Einwohnern, die mittlere Höhe des Kantons ist 3400 m.

## Geographie
Der Kanton Sipe Sipe liegt im Übergangsbereich zwischen der Anden-Gebirgskette der Cordillera Central und dem bolivianischen Tiefland.
Die mittlere Durchschnittstemperatur der Region liegt bei etwa 18 °C (siehe Klimadiagramm Cochabamba) und schwankt nur unwesentlich zwischen 14 °C im Juni/Juli und 20 °C im Oktober/November. Der Jahresniederschlag beträgt nur rund 450 mm, bei einer ausgeprägten Trockenzeit von Mai bis September mit Monatsniederschlägen unter 10 mm, und einer Feuchtezeit von Dezember bis Februar mit 90 bis 120 mm Monatsniederschlag.

## Bevölkerung
Die Einwohnerzahl in dem Kanton ist in den vergangenen beiden Jahrzehnten um etwa die Hälfte angestiegen:
| Jahr | Einwohner | Quelle       |
| ---- | --------- | ------------ |
| 1992 | 14 599    | Volkszählung |
| 2001 | 16 603    | Volkszählung |
| 2012 | 22 752    | Volkszählung |

## Gliederung
Der Cantón Sipe Sipe untergliedert sich in 45 Subkantone (vicecantones).